# Joe Gilgun
Joseph „Joe” William Gilgun (Chorley, 1984. március 9. –) angol színész. 
Ismertebb alakítása volt Woody az Ez itt Anglia (2006) című filmben és a kapcsolódó televíziós sorozatokban, illetve Rudy Wade a Kívülállók epizódjaiban. 2016–2019 között az AMC Preacher című sorozatában szerepelt mint Cassidy, a karizmatikus ír vámpír.

## Gyermekkora és tanulmányai
Chorleyban, Lancashire megyében született, Judith és Andrew legelső gyermekeként. Van két húga: Jennie és Rosie. A Rivington VA Általános Iskolában, majd a Southlands középiskolában tanult. Emellett a Lane Johnson Színház Tanodában is megfordult, valamint az Oldham Színházi Műhelyben.
Diszlexiában és ADHD-ben szenved, amely állítása szerint a „legnagyobb fájdalom az életében”. A vele készített interjúkban nyíltan beszél a depresszióról és a szorongásról. Nyolcévesen kezdett el a drámával foglalkozni, amit az egyik oktatási pszichológus tanácsolt neki a rendkívüli tehetsége miatt. 10 éves volt, amikor megkapta az első tv-szerepet a Coronation Street sorozatban, és egészen 13 éves koráig szerepelt benne. Gilgun a Runshaw Főiskolán folytatta művész szakon, de úgy találta, hogy túl tudományos, így vakolónak állt mindaddig, amíg vissza nem tért immáron újra színészként az Emmerdale című sorozatba.

## Karrier

### Tévés és színpadi szereplések
Gyerekként Gilgun Jamie Armstrong szerepében tűnt fel a Coronation Street című sorozatban, az 1994–1997 közötti időszakban. Amikor a sorozatbeli édesanyját alakító színésznő elköszönt a sorozattól, Gilgun is ment vele. Újra meglátogatta a csapatot a The Kids from Coronation Street forgatásakor, 2004-ben.
Gilgun szünetet tartva a tévés szerepléseiben, részmunkaidős színpadi szerepekbe kapcsolódott be (helyi és nemzetközi) színpadi produkciókban, mint például a Hanky Park The Musical, ami a Lowryban kapott helyet. Ő játszhatta el Charlie Millwall szerepét a Borstal Boy darabban, amely egészen az Edinburgh Fringe Fesztiválon kötött ki. A kritikusok tetszését elnyerte a produkció. A szünetet igen nehezen élte meg a The Guardian 2011. decemberi számában, ahol „[Gilgun önmagáról] Letértem a kijelölt utamról”. Ekkor jött el életében egy igen összezavarodott állapot, ahol is nem tudta életcélját meghatározni. Ebben az időszakában vakolóként dolgozott.
2006-ban azonban visszatért újból a színészethez. Ekkor kapta meg Woody szerepét az This Is Englandben, valamint Eli Dingle-ét az Emmerdale-ben. Gilgun 2009-ben elérkezettnek érkezte az időt, hogy továbblépjen, és november 10-én kilépett a sorozatból. Az utolsó feltűnése a sorozatban 2010. április 30-án volt. Az Emmerdale képviselője azt mondta, nem zárható ki a karakter újbóli megjelenése. Gilgun később jelezte, hogy jelenleg erre nincs ilyen terv.
Gilgun Woodyként újból feltűnt az immáron sorozatként folytatódó, a Channel 4 TV-n futó This Is England spin-offban (Ez England '86). és Ez England '88), amelyet 2010 szeptembere és 2011 decembere között sugároztak.
2011. május 9-én Gilgun bejelentette,hogy új szereplőként látható lesz mint Rudy a Misfits harmadik évadában. 2011. október végén Robert Sheehan (sorozatban ő alakította Nathan-t) váltotta. A 3x00 részben ("Vegas Baby" című epizód) Nathan elbúcsúzott a sorozattól, Rudy pedig ekkor mutatkozott be először . Az E4 weboldalán a részek szeptember 15-től elérhetőek voltak. Gilgun azt állította Sheehan leváltása rémisztő gondolatokkal töltötte el mivel Robert igen jó munkát végzett és újonnani szereplőként magasan volt a léc a rajongók részéről. A karaktere Rudy "személyiségei egyes részeit külön emberként tudta manifesztálni külön emberi lényként mint afféle élő lelkiismeretek".
2013-ban mint Carmichael a BBC Ripper Street sorozatában tűnt fel, valamint ekkor szerepelt a Misfits ötödik és egyben utolsó évadában.
Gilgun megjelent a Dingle-központú epizód Ghosthunting... házigazdájaként Yvette Fielding műsorában 2007-ben és 1998-ban, amikor is 14 évesen a Wish You Were Here...?-ben szerepelt. Ekkor járt Phantasialand-ben Németország legnagyobb vidámparkjában. 2015 márciusában ő alakíthatja az ír vámpírt Cassidy-t, az AMC sorozatában a Preacher-ben ami 2016-ban kerül műsorra.
Szoros kapcsolatot ápol színésztársaival, akikkel a This Is England forgatásán ismert meg. Interjúiban mint „a banda” utal rájuk gyakorta. Gilgun rendelkezik tetoválással többek között a kezén keresztbe a 'Lol' névvel, amivel Lol karakterére utal a sorozatból (akit VIcky McClure alakított).

### Filmes karrier
Gilgun debütálása mint filmszínész a This Is Englandben volt, ahol a jószívű skinheadet, Woodyt alakította. A forgatás befejezése után nem sokkal az Emmerdale forgatása váltott fel. Ez egy félig önéletrajzi ihletésű film volt, amit Shane Meadows rendezett. Az Egyesült Királyságban 2007. április 27-én debütált, majd ezt követően számos díjat bezsebelve köztük egy BAFTA Legjobb Brit Film Díjat 2008-ban.
Gilgun az Emmerdale forgatásakor kimenőt kapott, hogy a Harry Brown című brit bűnügyi thrillerben alakíthassa a kábítószer-kereskedő Kenny Soamest. A filmet 2009. november 11-én sugározták. 2010-ben bejelentették, hogy felajánlottak neki egy szerepet a Kick-Ass c. szuperhősös filmben, amit később nem tudott elvállalni az Emmerdale-i szereplése miatt.
2012-ben Hydellt játszotta el a Luc Besson rendezte Lockout – A titok nyitja c. filmben, ahol Guy Pearce is feltűnt. A film 2012. április 13-án debütált.
2007-ben Gilgun játszotta a váltósúlyú ökölvívó világbajnok Michael Jenningset egy dokumentumfilmben, amit szülővárosában vettek filmre Chorley-ban Where People Go to Fight címmel. Az összes bevételt a Derian House Children Hospice kapta, amit Joseph adott át.
2015-ben Ellicet játszhatta el Breck Eisner Az utolsó boszorkányvadász c. filmjében olyan színészek mellett, mint Michael Caine, Vin Diesel vagy Elijah Wood.

### Zene, videó
2010-ben felkérték, hogy szerepeljen a Tired Pony Dead American Writers klipjében, amely az együttes debütáló albumán foglalt helyet, a The Place We Ran Fromon. Az író/rendező Shane Meadows és társa, Paul Fraser a videóba egy fiatal feltörekvő színészt kerestek. A zenekar alapítója, Gary Lightbody azt szerette volna, ha olyan színészt találnak a szerepre, akire ha rátekintenek a nézők, nem az jut először eszükbe, hogy ki készítette a videót, hanem, hogy mit akarnak átadni a színész játékával.
Joe feltűnt még a Then Thickens Tiny Legs c. klipjében is, mivel a zenekar tagjai között régi barátai voltak Chorley-ból. Beleegyezett abba, hogy a videóban kisminkeljék, liszttel szórják be és tojással kenjék össze, összekenve arcát.

## Filmográfia

### Film
| Év   | Magyar cím                 | Eredeti cím                  | Szerep                   | Magyar hang     |
| ---- | -------------------------- | ---------------------------- | ------------------------ | --------------- |
| 2006 | Ez itt Anglia              | This Is England              | Richard „Woody” Woodford |                 |
| 2009 | Harry Brown                | Harry Brown                  | Kenny                    | Markovics Tamás |
| 2010 |                            | Top of the Range (rövidfilm) | Joe                      |                 |
| 2011 |                            | Screwed                      | Karl                     |                 |
| 2012 | Lockout – A titok nyitja   | Lockout                      | Hydell                   | Szokol Péter    |
| 2013 |                            | Tennis (rövidfilm)           | Jerry                    |                 |
| 2014 | Büszkeség és bányászélet   | Pride                        | Mike Jackson             | Anger Zsolt     |
| 2015 | Az utolsó boszorkányvadász | The Last Witch Hunter        | Ellic                    | Király Attila   |
| 2016 | Beépülve: Az Escobar ügy   | The Infiltrator              | Dominic                  | Rékasi Károly   |

### Televízió
| Év        | Magyar cím              | Eredeti cím            | Szerep                      | Megjegyzések                                                     |
| --------- | ----------------------- | ---------------------- | --------------------------- | ---------------------------------------------------------------- |
| 1994-1997 |                         | Coronation Street      | Jamie Armstrong             | állandó szereplő                                                 |
| 1998      |                         | Wish You Were Here...? | önmaga (vendég műsorvezető) |                                                                  |
| 2004      |                         | Hollyoaks              | Marcus                      | vendégszereplő                                                   |
| 2005      |                         | Shameless              | Rico                        | 2 epizód                                                         |
| 2005      |                         | Big Dippers            | Carl                        | tévéfilm                                                         |
| 2006      | Manchesteri mindennapok | Sorted                 | autószerelő                 | 1 epizód                                                         |
| 2006–2010 |                         | Emmerdale              | Eli Dingle                  | állandó szereplő                                                 |
| 2010      | Ez itt Anglia ’86       | This Is England ’86    | Richard "Woody" Woodford    | minisorozat (4 epizód)                                           |
| 2011      |                         | This Is England ’88    | Richard "Woody" Woodford    | minisorozat (3 epizód)                                           |
| 2011–2013 | Kívülállók              | Misfits                | Rudy Wade /Rudy II          | 25 epizód (3-5. évad)                                            |
| 2013      |                         | Ripper Street          | Carmichael                  | 1 epizód                                                         |
| 2013      |                         | Coming Up              | Martin                      | 1 epizód                                                         |
| 2015      |                         | This Is England ’90    | Richard "Woody" Woodford    | minisorozat (4 epizód)                                           |
| 2016–2019 | Preacher                | Preacher               | Cassidy                     | - főszereplő és vezető producer - magyar hangja: - Horváth Illés |
| 2019–2024 |                         | Brassic                | Vincent "Vinnie" O'Neill    | főszereplő és vezető producer                                    |

## Díjak és jelölések
| Év   | Díj                             | Kategória                     | Jelölt mű           | Eredmény |
| ---- | ------------------------------- | ----------------------------- | ------------------- | -------- |
| 2006 | British Independent Film Awards | legjobb mellékszereplő        | Ez itt Anglia       | Jelölve  |
| 2007 | British Soap Awards             | legjobb újonc                 | Emmerdale           | Jelölve  |
| 2007 | National Television Awards      | legnépszerűbb újonc           | Emmerdale           | Jelölve  |
| 2007 | TV Quick and TV Choice Awards   | legjobb újonc szappanoperában | Emmerdale           | Jelölve  |
| 2008 | Digital Spy Awards              | legjobb gonosztevő            | Emmerdale           | Jelölve  |
| 2012 | Virgin Media TV Awards          | legjobb újonc                 | Kívülállók          | Elnyerte |
| 2012 | SFX Awards                      | feltörekvő sztár              | Kívülállók          | Elnyerte |
| 2012 | Televíziós BAFTA-díj            | legjobb férfi főszereplő      | This Is England ’88 | Jelölve  |

## Fordítás
- Ez a szócikk részben vagy egészben  a   Joe Gilgun című angol Wikipédia-szócikk ezen változatának fordításán alapul.  Az eredeti cikk szerkesztőit annak laptörténete sorolja fel. Ez a jelzés csupán a megfogalmazás eredetét és a szerzői jogokat jelzi, nem szolgál a cikkben szereplő információk forrásmegjelöléseként.

## További információ
- Joe Gilgun a PORT.hu-n (magyarul)
- Joe Gilgun az Internetes Szinkronadatbázisban (magyarul)
- Joe Gilgun az Internet Movie Database-ben (angolul)
- Joe Gilgun a Rotten Tomatoeson (angolul)